# بيتر دونات
بيتر دونات (بالإنجليزية: Peter Donat)‏ مواليد 20 يناير 1928 في نوفا سكوشا، كندا، هو ممثل أمريكي بدأ مسيرته الفنية سنة 1953. فاز بجائزة المسرح العالمي. امتدت مسيرته الفنية لأكثر من 50 عاما.

## الأعمال
- العراب: الجزء الثاني
- الركن الأحمر
- اللعبة

## روابط خارجية
- بيتر دونات على موقع IMDb (الإنجليزية)
- بيتر دونات على موقع روتن توميتوز (الإنجليزية)
- بيتر دونات على موقع ميوزك برينز (الإنجليزية)
- بيتر دونات على موقع قاعدة بيانات برودواي على الإنترنت (الإنجليزية)
- بيتر دونات على موقع أول ميوزيك (الإنجليزية)
- بيتر دونات على موقع ديسكوغز (الإنجليزية)
- بيتر دونات على موقع قاعدة بيانات الفيلم (الإنجليزية)